# Industriehof (Köln)

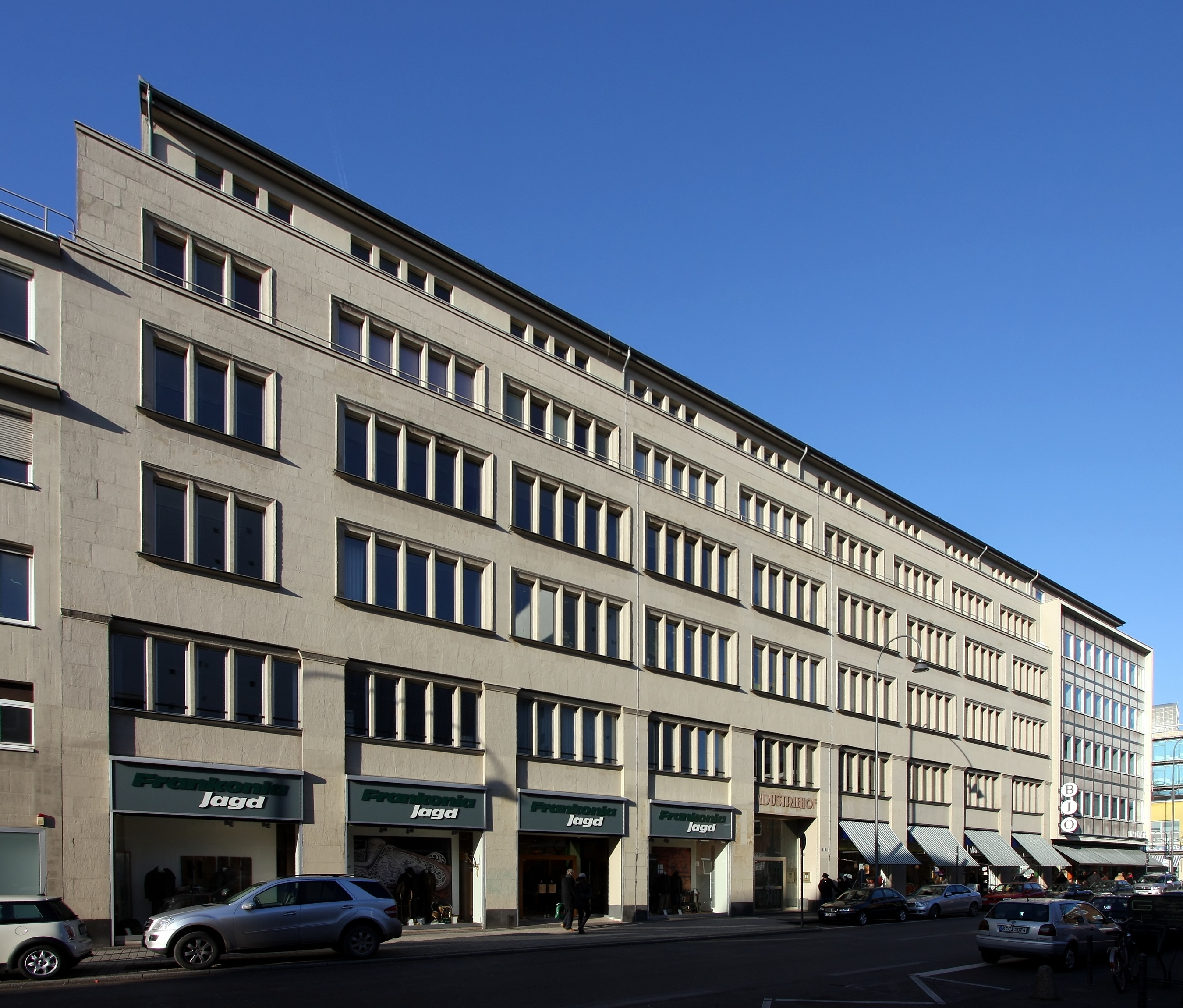
Industriehof (2009)

Der Industriehof ist ein unter Denkmalschutz stehendes Baudenkmal im Kölner Stadtteil Altstadt-Nord. Das Büro- und Geschäftshaus an der „Krebsgasse 5“ entstand in den Jahren 1922 und 1923 nach einem Entwurf des Kölner Architekten Jacob Koerfer.

## Geschichte
Auf dem Gelände des späteren Industriehofes stand zuvor der sogenannte Posthof. Nach dessen Niederlegung im Jahr 1913 blieb das 1627 m² große und in städtischem Besitz befindliche Grundstück zunächst unbebaut. Wiederholte Versuche, es zu veräußern, blieben 1914 ohne Ergebnis. Der Erste Weltkrieg verhinderte dann in der Folge eine der Lage und Qualität der Liegenschaft entsprechende Nutzung, so dass die Stadt die Fläche als Brikett-Lagerplatz nutzte. 1921 erwarb schließlich der Architekt Jacob Koerfer das an der Krebsgasse und der Glockengasse gelegene Areal, um auf diesem ein Bürohaus moderner Prägung in Eigenregie zu errichten.:112
Der in anderthalbjähriger Bauzeit von September 1921 bis zu seiner Nutzungsübergabe am 25. Mai 1923 ausgeführte Bau sah von Beginn an im Erdgeschoss Ausstellungs- und Ladenlokale und in den darüber liegenden fünf Geschossen Büroräume vor. Die Zuschnitte konnten dabei entsprechend der Mieterwünsche variieren.:113 ff Nachdem der Industriehof im Jahr 1930 noch im Eigentum der Grundstücks-Aktiengesellschaft Colonia steht, gelangt er in den 1930er Jahren an die D.A.F., den unter der Führung von Robert Ley stehenden nationalsozialistischen Arbeiter- und Arbeitnehmer-Einheitsverband. Während des Zweiten Weltkriegs wurde der Bau insbesondere in dem an die Glockengasse angrenzenden Bereich, der drei der ursprünglich zwölfachsigen Front an der Krebsgasse einschloss, stark beschädigt. Als Folge der Eigentümerschaft seitens der D.A.F. beschlagnahmte die Militärregierung das Objekt und stellte es unter Zwangsverwaltung. Die Rechtsnachfolge trat schließlich das Land Nordrhein-Westfalen an. Der zerstörte Teil wurde nach dem Krieg abgetragen und erst im Jahr 1958 unter Leitung des Staatshochbauamtes wieder aufgeführt. Hierbei wurde nicht auf die Koerfer’sche Planung zurückgegriffen. Die verbliebenen neun Achsen des Industriehofes an der Krebsgasse werden nach oben heute mit einem Flachdach, entgegen dem ursprünglichen Walmdach, abgeschlossen. Im Innern entstammt die Ausstattung weitgehend der Wiederherstellung aus den 1950er Jahren, die Werksteinfassade ist im Bereich der Schaufensteranlage im Erdgeschoss teilweise ebenfalls verändert. 
Im Jahr 1930 verzeichnet das Adressbuch 28 Hauptmieter und 17 Untermieter, unter diesen mehrere Architekturbüros. Im ersten Obergeschoss haben sich unter anderen die Kölner Filiale der „Tuchgroßhandlung Hugo Braunstein A.G.“ und die „Kleiderstoffgroßhandlung N. J. Berndorff“ eingemietet. Richard Heinrich Berndorff firmiert unter selbiger Anschrift auch als Konsul des im Industriehof ansässigen „Konsulats der Republik China für West- und Norddeutschland“. Darüber hinaus ist im Industriehof beispielsweise über mehrere Jahrzehnte die Gewehrfabrik und spätere Waffen- und Handlung für Jagdbedarf „Eduard Kettner“ ansässig. Ebenso war das „Einrichtungshaus Hans Aldenhoven“ bereits vor dem Zweiten Weltkrieg hier beheimatet. Die Bezirksregierung Köln unterhielt in den 1960er Jahren dort unter anderem den Fachbereich Wiedergutmachung. Derzeit ist einer der Hauptnutzer der Verkehrsverbund Rhein-Sieg.
Die Eintragung des Industriehofes in die Denkmalliste der Stadt Köln erfolgte am 6. März 1992 (Denkmal Nr. 6411).

## Architektur
Bei seiner Fertigstellung im Jahr 1923 umfasste der Industriehof eine Fassadenfront von 12 Achsen an der Krebsgasse und sechs Achsen an der Glockengasse. Im Bereich des Erdgeschosses war die Grundstücksfläche mit ca. 1290 m² zu etwa 80 % überbaut, das Verhältnis der Verkehrs- zur Nutzfläche lag bei 1 zu 8.:116 Koerfer griff im Bereich des Erd- und ersten Obergeschosses auf ein Motiv zurück, das Paul Bonatz zuvor am Haus Reifenberg (Neumarkt) anwandte – nämlich diese beiden Geschosse mittels pilasterartiger Wandpfeiler zu einem Sockelgeschoss zusammenzufassen.:114 Darüber kamen zwei Bürogeschosse zu liegen. Die beiden obersten Büroetagen des sechsgeschossigen Komplexes waren wiederum in ihrer vollen Ausdehnung terrassenförmig zurückgesetzt, auf dem Versatz befand sich jeweils ein Umgang. An dem Schnittpunkt zur Glockengasse befand sich auf Höhe des ersten Obergeschosses eine überlebensgroße männliche Figur. Der Bau dieses Büro- und Kontorhauses orientierte sich architektonisch weniger als der noch kurz zuvor von Koerfer errichtete Schwerthof an den für Köln typischen kleinteiligen, übergiebelten Fassaden. Sie entsprach vielmehr dem auch seitens der Politik forcierten Anspruch, Köln zu einer westdeutschen Handelsmetropole zu entwickeln, die dem Vergleich mit Hamburg standhielt.:113